# Mettmenstetten
Mettmenstetten är en ort och kommun i distriktet Affoltern i kantonen Zürich, Schweiz. Kommunen har 5 707 invånare (2023).
I kommunen finns även byn Rossau.